# Астрильд абісинський
Астри́льд абісинський (Estrilda ochrogaster) — вид горобцеподібних птахів родини астрильдових (Estrildidae). Мешкає в Центральній Африці. Раніше вважався конспецифічним з болотяним астрильдом, однак був визнаний окремим видом.

## Опис
Абісинські астрильди досягають довжини 10 см. Вони є дуже схожими на болотяних астрильдів, однак вирізняються золотисто-жовтим забарвленням нижньої частини тіла.

## Поширення і екологія
Абісинські астрильди мешкають на сході Південного Судану та на заході і в центрі Ефіопії. Зустрічаються зграйками до 20 птахів, на висоті до 1800 м над рівнем моря. Іноді приєднуються до змішаних зграй птахів. Живляться переважно насінням трав, віддають перевагу незрілим зернам, яких збирають прямо з колосся. Також вони живляться ягодами, плодами, іноді дрібними комахами.